# Aleš Najbrt
Aleš Najbrt (* 3. května 1962 Praha) je český typograf, grafický designér a zpěvák.

## Život a tvorba

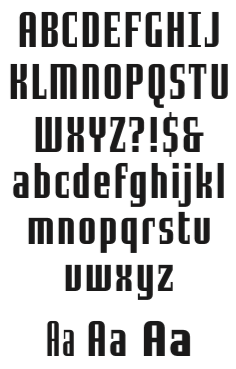
Písmo Reflex (2014)

Mezi lety 1977–1981 studoval na SPŠG v Praze, ve studiu pokračoval u profesorů Milana Hegara (Speciální ateliér knižní kultury a písma) a Jana Solpery (Ateliér knižní grafiky a písma) na VŠUP.
Od roku 1984 vytvářel propagační design aktivit Pražské divadelní pětky. Na začátku 90. let pracoval jako art director časopisu Reflex a šéfredaktor časopisu Raut. V roce 1994 spoluzaložil Studio Najbrt. Se svými spolupracovníky vytvořil mnoho značek a vizuálních stylů (např. Praha, Ostrava, Ambiente, DOX, Česká televize, ČD Cargo, ministerstva a úřady České republiky, aj.). Studio Najbrt je autorem řady filmových a divadelních plakátů, od roku 1995 navrhuje vizuální styl pro MFF Karlovy Vary. Najbrt je autorem několika písmových abeced, např. písma Reflex určeného pro logo a titulky stejnojmenného časopisu či písma Thomas & Ruhller (obě abecedy zdigitalizovala písmolijna Briefcase, 2014).
Od roku 1984 byl členem Baletní jednotky Křeč a od roku 1987 je členem divadla Sklep. Vystupuje s hudební skupinou M.T.O. Universal, je členem skupiny Tros Sketos a jedním z dvojce ekvilibristického dua Thomas & Ruhller.
Mezi lety 1993–1997 vytvářel v satirickém pořadu Česká soda mentálně retardovaného mladíka Aleše.

## Samostatné výstavy
- Život štěstí překvapení, Sydney, Bondi Pavilion, Sydney, 4. 3. 2009
- Život štěstí překvapení, Prague Kolektiv, New York, 2. 6. 2007
- LTB Snowboards, Dynamo, Praha, 2. 11. 2006
- Studio Najbrt, Lublaň, 24. 11. 2005
- Rest, Galerie Thun – Lesov u Karlových Varů, 1. 7. 2004
- Der Mensch/Člověk, České centrum ve Vídni, 1. 11. 2003
- Město/City, galerie Tunnel Praha, 1. 11. 2001
- City/Město, galerie Českého Centra Londýn, 1. 6. 2001
- Filmové plakáty 1988–2000, Univerzitní galerie Plzeň, 1. 1. 2000
- SCOR v Brně, Design centrum ČR, Brno, 1. 1. 2000
- Prague Design without subtitles, Radio House Gallery, New York, 1. 1. 1999
- Exhibits of Aleš Najbrt works, Washington, 1. 1. 1999
- SCOR v Praze, Francouzský institut v Praze, 1. 1. 1998
- Aleš Najbrt 1992–1995, Národní technické muzeum v Praze, 25. 1. 1996
- Aleš Najbrt – plakáty, Galerie Budvar České Budějovice, 1. 1. 1996
- Raut, Pécsi Galéria, Pécs, Maďarsko, 1. 1. 1996
- Aleš Najbrt – plakáty, Muzeum umění Benešov, Šímova síň, 1. 1. 1996
- Od A, galerie Fronta Praha, 1. 1. 1991
- Obrazy, Galerie mladých Brno 1988
- Plakáty, galerie Ambrosiana Brno 1992

## Kolektivní výstavy
- Konfrontace I.–VII., Praha 1984–1987
- XI. bienále užité grafiky, Brno 1984
- The Fate of the Earth, New York 1985
- XIII. bienále užité grafiky, Brno 1988
- Současné čs. plakáty, Raleigh, USA 1988
- Mladí pro mladé, Roztoky u Prahy 1989
- Vinohradská tržnice, Praha 1989
- 10 pražských grafiků Holme, Arhus, Dánsko 1989
- Copyright, Academia Praha 1990
- XIV. bienále užité grafiky, Brno 1990
- Le tas de Prague, Paris 1990
- Les V artistes de l’affiche tcheque, Centre Georges Pompidou Paris 1990
- XIII. biennale plakatu, Warszawa 1990
- Česká kniha, Mánes Praha 1991
- XV. bienále užité grafiky, Brno 1992
- Gitanes a výtvarná inspirace, Praha 1992
- Písmo v obraze, Brno 1992
- Art as Activist, USA 1992
- Galerie Tvrdohlaví: Aleš Najbrt, Stanislav Diviš, Stefan Milkov, Praha 2001
- 2. Slovinské bienále vizuální komunikace – výstava poroty, Lublaň, 28. 11. 2005 (výběr)
- Výstava Czech Grand Design 2007, Uměleckoprůmyslové muzeum, Praha, 5. 3. 2008

## Zastoupen ve sbírkách
- Uměleckoprůmyslové museum v Praze
- Moravská galerie v Brně
- Muzeum umění a designu Benešov
- Dansk plakat museum Abyhoj, Dánsko

## Publikace
- Designing the Brand Experience, Sandu Publishing, 22. 1. 2009
- Studio Najbrt vydalo „učebnici“ grafiků, Hospodářské noviny, 27. 3. 2007
- Má to styl, má to šajn, Týden č. 13, 26. 3. 2007
- Humor in sproščenost odpirata pot ustvarjalnosti, Delo, Slovenia, 1. 12. 2005
- Film a studio Najbrt, Font 82, 1. 10. 2005
- Layout Workbook, Rockport Publishing USA, 66–67, 101, 119, 224–227, 1. 9. 2005
- Act the part, Design Week, 13. 6. 2004
- Why Not Associates? 2, Thames & Hudson, 146–149, 1. 5. 2004
- Jak se dělá značka, ABC 10., 1. 5. 2003
- Made in Tchéque, Étapes 89, 1. 10. 2002
- Inspiration = Ideas, Rockport Publishing USA, 78–83, 1. 6. 2002
- Bleskově s Alešem Najbrtem, Strategie 6, 1. 6. 2002
- City. Město, Vize Londyna a Prahy, Era 3. 2002, 1. 3. 2002
- Aleš Najbrt, Designum 2/2002, 1. 2. 2002
- Poškozené město, Reflex 46, 1. 11. 2001
- Sprinter, Reflex 29/2001, 1. 7. 2001
- City. Město London. Praha, Atelier 23. 2001, 1. 6. 2001
- Krok správným směrem, Font 5. 01, 1. 5. 2001
- Icons of Graphic Design, Thames and Hudson, 171, 191, 1. 1. 2001
- Město. City, Blok 01. 2001, 1. 1. 2001
- Young Czech designers, Design Exchange 14. 99, 1. 4. 1999
- Aleš Najbrt SCOR, Ateliér 4, 18. 2. 1999
- Kouzlo výroční zprávy, Štěpánská 35, 9-12. 98, 1. 9. 1998
- Young Czech designers, Baseline 25. 98, 1. 6. 1998
- Aleš Najbrt po čtyřech letech, Font 1. 98, 1. 1. 1998
- Aleš Najbrt – y los ecos de la vanguardia, Lúdica, Mexico, 1. 12. 1997
- Best of the Best, High Quality 37. 97, 1. 9. 1997
- Aleš Najbrt, Nikkei Design 7. 97, 1. 7. 1997
- Soirée vo Fabrike, Designum 4. 97, 1. 4. 1997
- Aleš Najbrt, Design trend 9/96, 1. 9. 1996
- Out the time warp, Blueprint, 1. 9. 1996
- Aleš Najbrt: Praagse protagonist, ITEMS, 1. 5. 1996
- A Soirée with the Best and the Brightest, Zed 1995, 1. 8. 1995
- Soirée in the ruins, Eye 17/95, 1. 6. 1995
- Dana Bartelt: „Czech design in the new era“, Print 1. 91
- Michal Cihlář: „Na bambusové věži“, Reflex 20. 91
- Dana Bartelt: „Art as activist, revolutionary posters of central and eastern Europe“, Communication Arts 33/Jan–Feb 1992
- Josef Javůrek: „Aleš Najbrt“, Print & Publishing 1/1993

## Ceny
- Cena České filmové a televizní akademie (Český lev 2009) za nejlepší filmový plakát k filmu Protektor, 1. 2. 2010[5]
- Cena České filmové a televizní akademie (Český lev 2008) za nejlepší filmový plakát k filmu Karamazovi, 30. 1. 2009
- Cena České filmové a televizní akademie (Český lev 2004) za nejlepší filmový plakát k filmu Horem Pádem
- Cena České filmové a televizní akademie (Český lev 2002) za nejlepší filmový plakát k filmu Rok ďábla
- Cena České filmové a televizní akademie (Český lev 1999) za nejlepší filmový plakát k filmu Pelíšky
- Czech Grand Design 2007, 9. 2. 2008
- Nejkrásnější kniha světa 2007 – čestné uznání, 23. 3. 2007
- Grand Prix XVII. bienále grafického designu Brno, 1. 1. 1996
- Bronzová medaile The Tokyo Typedirectors Club, 1. 1. 1996
- Cena ředitele Design centra ČR – XV. bienále užité grafiky Brno, 1. 6. 1992
- Cena Arna Sáňky – Nejkrásnější kniha roku, 1988